# 高須光聖
高須 光聖（たかす みつよし、1963年12月24日 - ） は、日本の放送作家。他に作詞家や脚本家、ラジオパーソナリティなど幅広いジャンルで活躍している。自身が運営する会社であるカイトに所属。
兵庫県尼崎市出身。1988年龍谷大学経済学部経済学科卒業。『4時ですよーだ』の放送作家として24歳のときにデビュー。2010年にニッポン放送アナウンサーの増田みのりと結婚。

## 経歴
ダウンタウンの2人とは幼少期から親交があり、浜田雅功と同じ幼稚園、浜田・松本人志と同じ尼崎市立潮小学校、尼崎市立大成中学校。兵庫県立尼崎小田高等学校、龍谷大学経済学部卒業。大学卒業後松本人志の推薦で吉本興業を紹介され放送作家となる。ダウンタウン (お笑いコンビ)の東京進出以後、ダウンタウン出演のほぼすべての番組に関わる。

## 出演番組
- 『松本人志の放送室』（TOKYO FM製作・JFN系列） - 松本と共にパーソナリティを務めていた。2003年12月には「高須ちゃん生誕40周年祭り」と称し、ラジオ番組としては異例の日本武道館での公開録音が行われた。2001年10月4日から2009年3月28日まで放送。全391回。
- 『御影のツボ』（ヨシモトファンダンゴTV） - 「第三のツボ」からリニューアル。吉本の芸人を招いて、ゲストにまつわるDVDを見ながらトークする番組。サウナ風呂のロビーなど、トーク番組なのにロケが多い。ゲストは、若手芸人が多い。最初のゲストだった板尾創路は、出演以後レギュラーパーソナリティとなった。
- 『THE 放送サッカーズ』（ニッポン放送） - 月曜日担当パーソナリティ。現在の妻である増田みのりと共演。2006年10月2日から2007年3月29日まで放送。全25回。
- 『松本人志の大人間論』（NHK総合）- 2007年7月13日放送の特別番組（『プレミアム10』枠）。前述の「松本人志の放送室」収録終わりから登場。松本と劇場で、出身地の尼崎市潮江の映像写真を鑑賞。写真によると、潮小学校には高須の楷書体のネームプレートがあった。
- 『ドキュメント考える〜クリエイティブディレクター・箭内道彦〜』（NHK総合） - 2008年5月9日放送の特別番組。2008年5月3日、翌日5月10日放送分のラジオ番組『風とロック』（TOKYO FM）のゲスト出演収録の様子。
- 『R30』（TBS）- 2008年7月10日ゲスト出演。
- 『高須光聖の御影流』（TOKYO FM、2009年4月5日～9月27日）
- 『トップランナー』（NHK総合） - 2010年12月11日ゲスト出演。
- 『THE MANZAI 2011』（フジテレビ、2011年12月17日放送） - 審査員の一人として出演。
- 『オトナの!』（TBS、2012年2月1日・2月8日放送分）に河村隆一と供にゲスト出演。
- 『心ゆさぶれ!先輩ROCK YOU』（日本テレビ） - 2013年3月9日ゲスト出演。
- 『お笑いバイアスロン2013』（琉球朝日放送、2013年8月31日放送） - 審査員の一人として出演。
- 『空想メディア』（TOKYO FM、2016年7月3日より放送中）
- 『女芸人No.1決定戦 THE W』（日本テレビ） - 第1回(2017年12月11日)・第2回(2018年12月10日)で松本人志と共に副音声を担当[5]。
- 『お茶とおっさん』（BSよしもと、2023年1月7日より放送中）- 松本人志らとレギュラー出演 [6]。

## 担当番組

### ダウンタウンの出演番組
レギュラー番組
- ダウンタウンのガキの使いやあらへんで!（日本テレビ系）
- 水曜日のダウンタウン（TBS系）
- クレイジージャーニー（TBS系）※松本のみ
- ジャンクSPORTS（フジテレビ系）※浜田のみ
- 浜ちゃんが!（読売テレビ制作・日本テレビ系）※浜田のみ
- オオカミ少年「年の差ヒットバトル　ハマダ音楽祭」（TBS系）※浜田のみ

スペシャル番組
- キングオブコント（TBS系）
- ドリーム東西ネタ合戦（TBS系）
- IPPONグランプリ（フジテレビ系）※松本のみ
- キングオブコントの会（TBS系）※松本のみ
- 芸能人格付けチェック（ABCテレビ制作・テレビ朝日系）※浜田のみ

インターネット配信
- HITOSHI MATSUMOTO presents ドキュメンタル（Amazonプライム・ビデオ）※松本のみ
- HITOSHI MATSUMOTO presents FREEZE（Amazonプライム・ビデオ）※松本のみ

### ダウンタウン以外の番組
- にけつッ!!（読売テレビ制作・日本テレビ系）
- ちゃちゃ入れマンデー（関西テレビ）
- ロンドンハーツ（テレビ朝日系）
- ワイドナショー（フジテレビ系）
- 酒のツマミになる話（フジテレビ系）
- THE SECOND 〜漫才トーナメント〜（フジテレビ系）
- 集まれ！内村と○○の会(TBS系　不定期特番）
- 二宮ん家（フジテレビ系　不定期特番）
- 新堂本兄弟（フジテレビ系　不定期特番）

### これまでの担当番組
- 4時ですよーだ（毎日放送、作家デビュー作品。ダウンタウンが司会）
- 夢で逢えたら（フジテレビ、1988年 - 1991年の深夜番組、ウッチャンナンチャンとの初仕事。この頃、東京・大阪を往復し、仕事をする）
- MBSヤングタウン（ダウンタウン出演の木曜日）
- 豪快!御影屋（毎日放送）
- EXテレビ（よみうりテレビ）
- 痛快!明石家電視台SP（毎日放送）
  - 派生番組である「さんま正月スペシャル『クイズ！世界一周まるもうけ』」（1992年1月2日放送）を含む。
- ニュースステーション（2年間担当）
- 虎ノ門（テレビ朝日）
- ジャガイモン（テレ朝チャンネル）
- ウッチャンナンチャンの炎のチャレンジャーこれができたら100万円!!（テレビ朝日、1995年10月 - 2000年3月）
- 新ウンナンの気分は上々
- アフリカのツメ（よみうりテレビ、企画・原案を担当）
- ウンナンのホントコ!（TBS、2000年、「未来日記」などの構成）
  - 同番組が発祥の「未来日記」が世界中で絶賛され、翌年からヨーロッパ、アメリカなど15か国で放送。
- LOVE LOVEあいしてる（フジテレビ、1996年10月 - 2001年3月）
- あなあきロンドンブーツ（テレビ朝日）
- ぷらちなロンドンブーツ （テレビ朝日）
- 人気者でいこう!（ABC、1997年10月 - 2001年9月、浜田出演）
- HAMASHO（読売テレビ、1997年10月放送開始から1998年5月中旬まで担当、浜田出演）
- 一人ごっつ（フジテレビ、1997年放送、松本出演）
- 松ごっつ（フジテレビ、1998年放送、松本ら出演）
- ダウンタウン・セブン（毎日放送）
- サイボーグ魂（TBS、2002年、松本が肉体改造）
- 松本人志・中居正広VS日本テレビ（日本テレビ、2003年放送、2回放送された単発の特別番組）
- いろもん（日本テレビ）
- やりにげコージー（テレビ東京）
- 電波少年（日本テレビ、松本企画のSASUKE）
- ウンナンさん（TBS、2003年 - 2004年3月）
- 27時間テレビ（フジテレビ）[注 2]
- フードバトルクラブ（TBS、2001年4月 - 2002年1月、特別番組）
- 第53回NHK紅白歌合戦（2002年、NHK）
- WORLD DOWNTOWN（フジテレビ、2004年4月 - 9月放送）
- カスペ!「全国高校ウォーターボーイズ選手権」（2004年9月21日放送）
- ハッピーボーイズアワー爆笑おすピー問題!（フジテレビ系）
- 芸能界うんちく王決定戦（テレビ朝日）
- 第42回新春かくし芸大会2005（フジテレビ、2005年）
- ダウンタウンスペシャル
- かざあなダウンタウン
- 働けダウンタウン
- 発明将軍ダウンタウン
- 摩訶不思議 ダウンタウンの…!?
- ダウンタウン汁
- ダウンタウン也
- ダウンタウンの素
- ビレッジ吉本
- MBSヤングタウン（木曜日）
- モーニングビッグ対談
- 働くおっさん人形
- 働くおっさん劇場
- ダウンタウンのごっつええ感じ
- HEY!HEY!HEY! MUSIC CHAMP(フジテレビ系)
- ジャパーン47ch→ジャパーン47chスーパー!(毎日放送制作・TBS系)　※浜田のみ
- 恋するハニカミ! (TBS)
- ヴァケスケ（フジテレビ、毎週土曜日23:00 - 23:30頃、2006年3月終了)
- サルヂエ（中京テレビ／日本テレビ系、水曜19:58 - 20:54）
- 抱きしめたいっ!（読売テレビ／日本テレビ系、木曜23:40 - 24:10）
- 銭形金太郎（テレビ朝日系、水曜20:00 - 20:54）
- 国分太一・美輪明宏・江原啓之のオーラの泉（テレビ朝日系、水曜23:15 - 24:10）
- ぶちぬき（テレビ東京、月 - 金曜17:25 - 17:55、関東ローカル）
- アイチテル!（TBS、水曜23:55 - 24:55）
- 嗚呼!花の料理人（読売テレビ／日本テレビ系、木曜23:58 - 24:29）
- 働くおっさん劇場（松本のみ出演、フジテレビ系）
- 松本見聞録（松本のみ出演、TBS系）
- 関パニ（テレビ朝日）
- クギづけ 投稿動画ハイスクール（日本テレビ、企画監修名義）
- リンカーン（TBS系）（リンカーンDVD第10巻「芸人ルーツの旅」に収録）。
- 爆笑 大日本アカン警察（フジテレビ系）
- 新堂本兄弟（フジテレビ系)
- 「それってどんなヒト?」捜査バラエティ Gメン99（TBS系）
- TOKIO HEADZ!（TBS系）
- 大人のKISS英語（フジテレビ）
- 山Pのkiss英語（フジテレビ）
- たけし・所の二人テレビ
- いきなり!黄金伝説。（テレビ朝日）
- 万年B組ヒムケン先生 (TBS)
- 嵐ツボ (フジテレビ)
- 笑×演（テレビ朝日）
- 芸能人が本気で考えた!ドッキリGP（フジテレビ）
- まっちゃんねる（フジテレビ）※松本のみ
- FNSラフ&ミュージック2022〜歌と笑いの祭典〜（フジテレビ）※松本のみ
- KinKi Kidsのブンブブーン（フジテレビ）
- だれかtoなかい（フジテレビ）
- ダウンタウンDX（読売テレビ制作・日本テレビ系）場合によっては木村祐一等と共同

#### 「御影屋聖」名義の担当番組
御影屋 聖（みかげや ひじり）とは、高須のペンネームである。元々は、実家の果物屋の屋号「御影屋」に由来するもので、『めちゃモテ』で使い始めた。
2005年4月7日に、『サルヂエ』と『いきなり! 黄金伝説。スペシャル』の放送時間がかぶった時は、サルヂエは通常とは違い「御影屋聖」、黄金伝説は通常通り「高須光聖」名義だった。
- めちゃ²イケてるッ!
- ハナタカ天狗!! (TBS)
- 27時間テレビ（2004年、真夜中の大かま騒ぎなど）
- 新堂本兄弟（フジテレビ系）『ガキの使い』と重なるため

## 脚本
- 映画『未来日記』（原案・脚本）
- 映画『明日があるさ THE MOVIE』（脚本）
- 映画『賽ノ目坂』（監督・脚本）
- DVD『HITOSI MATUMOTO VISUALBUM』シリーズ（構成・演出、松本ら出演）
- ビデオ『頭頭』（脚本、松本人志プロデュース）
- テレビドラマ『明日があるさ』（日本テレビ系列、2001年4月 - 6月放送、浜田主演）
- 映画『大日本人』（2007年6月公開、松本人志監督） - 松本人志との共同脚本
- 映画『しんぼる』（2009年9月公開、松本人志監督） - 松本人志との共同脚本
- 蒼井優×4つの嘘 カムフラージュ第2章「バライロノヒビ」（脚本）
- 電波少年的スペシャルドラマ 松本人志の「サスケ」（脚本、松本主演）
- ショートアニメ『ヨーデルの女』（チューリップテレビ、企画プロデュース・脚本）
- 映画　半径1メートルの君～上を向いて歩こう～「やさしい人」（2021年2月26日、KATSU-do）[7]

## 監督作品
- オリジナルDVD作品『ドキュメンタリーハイ』 - シニカルな笑いを取り入れたモキュメンタリー。2010年10月、上・中・下の3作同時発売。

## CM
- タカラ「e-kara」 - 2002年秋放映。藤井隆・由紀さおり・鈴木杏樹・広田レオナが出演。演出を担当、「物書き」以外の違った一面を見せた。
- 大森屋「あて海苔」-2015年春放映
- 大森屋「緑黄野菜ふりかけ」ー2018年冬放送
- 大森屋「バリバリ職人」-2021年秋放送

## 連載
- 『bounce』（「マベビベビバラバラ」。タワーレコード発行のフリーマガジンにて。既に終了）
- 『TV LIFE』（学研発行のテレビ情報誌内、「業界ライフ」）
- 『ZAKKI』（ビクターブックス）

## 著書
- 『御影屋』（糸井重里、ウルフルズ、テイトウワ、近藤サト、電気グルーヴ、ダウンタウンなどとの対談集。ビクターブックス、1996年7月、ISBN 4893891170）
- 『友達（ツレ）』（書き起こしエッセー。竹書房、1996年6月、ISBN 4812401682）
- 『放送作家になろう！』佐竹大心とポトマックス・著（同文書院）※インタビュー収録
- 『放送室の裏』（松本との共著。ワニブックス、2003年7月26日、ISBN 4847015150）
- 『放送室 その2』（同上。TOKYO FM出版、2005年2月、ISBN 4887451199）
- 『放送室 その三』（同上、2006年4月22日、ISBN 488745158X）
- 『あまりかん。』（KKベストセラーズ、2007年4月10日）『放送室』で、松本が放った「アマリカンドリーム」というフレーズにインスパイアされたタイトル。
- 『ウルトラつらいぜ』（マンガボックス、2014年11月20日）円谷プロ公認！？ウルトラマンに憧れ続ける若者たちの姿を描いたギャグ漫画。作画は寺田絵里。
- 『おわりもん』（幻冬舎　2019年９月８日）

## 作詞
- 三瓶「SANPEI DAYS」
- ゲイシャガールズ（坂本龍一、ダウンタウン、テイトウワ、富家哲）のアルバム『炎のおっさんアワー』に参加、イベントやライブなどもサポート。
- KinKi Kidsのアルバム『H album -H・A・N・D-』に収録されている「【AOZORA】」